# Hexamitocera martineki
Hexamitocera martineki är en tvåvingeart som beskrevs av Sifner 2003. Hexamitocera martineki ingår i släktet Hexamitocera och familjen kolvflugor.
Artens utbredningsområde är Tjeckien. Inga underarter finns listade i Catalogue of Life.